# Тутончана
Тутончана е река в Русия.
Дължината ѝ е 459 km. Площта на водосборния басейн на реката е 16 800 km2. Реката извира в Средносибирско плато. Влива се отдясно в Долна Тунгуска.